# Cesário Verde
José Joaquim Cesário Verde (Madalena, Lisbona, 25 febbraio 1855 – Lumiar, Lisbona, 19 luglio 1886) è stato un poeta portoghese.
(Cesário Verde - Num bairro moderno)

## Biografia
Figlio di José Anastácio Verde (Madalena, Lisbona, 11 maggio 1813 - Quinta de São Domingos, Linda-a-Pastora, Carnaxide, Oeiras, 30 settembre 1888, pronipote d'un italiano e di sua moglie, anch'ella figlia d'italiani) e di sua moglie Maria da Piedade David dos Santos (Sacramento, Lisbona, 21 dicembre 1821 - Lapa, Lisbona, 26 gennaio 1890).
A 17 anni iniziò la professione di corrispondente commerciale nella ferramenta di proprietà della sua famiglia. Nell'ottobre del 1873 si immatricola al Corso Superiore di Lettere, che abbandona però l'anno seguente.
Nel 1874 conosce colui che diventerà il suo principale amico e sostenitore nel corso degli anni seguenti, Silva Pinto, che pubblicherà le sue prime poesie sul Diário de Notícias, all'epoca diretto da Eduardo Coelho.
A partire da quell'anno inizierà a pubblicare diverse poesie su giornali e riviste come il Diário da Tarde, Novidades, Jornal de Viagens (dove apparirà per la prima volta la sua opera più conosciuta, O Sentimento de um Ocidental, 1880), e poi ancora su periodici come A Harpa, Tribuna, Mosaico, A Evolução, Ocidente. Morì a soli 31 anni nel 1886 colpito da una grave forma di tubercolosi. Fu sepolto nel Cemitério dos Prazeres, a Lisbona.
La sua prima raccolta poetica, O Livro de Cesário Verde, fu pubblicata postuma nel 1887 a cura di Silva Pinto con una tiratura di circa 200 copie, e per una nuova edizione si dovrà attendere il 1901 (traduzione italiana: Poesie saggio introduttivo, traduzione e note di Piero Ceccucci, Perugia, Umbria, 1982).
Nel 1919 un incendio distrusse completamente la sua abitazione di Linda-a-Pastora (dove il poeta viveva isolato nei suoi ultimi anni di vita) facendo scomparire irrimediabilmente tutta la sua immensa produzione letteraria inedita, che venne così perduta per sempre.
Nel 1963 viene pubblicata per la prima volta a Lisbona la Obra Completa de Cesário Verde, curata da Joel Serrão e più volte ripubblicata fino ad oggi, contenente l'intera produzione edita del grande poeta portoghese.

## Linguaggio e stile
Cesário Verde ha un vocabolario oggettivo, le immagini estremamente visive del mondo ne danno una dimensione realistica; mette in accordo le varie sensazioni; usa metafore, comparazioni, e spesso i cosiddetti enjambement.